# Anne Smith (Leichtathletin)

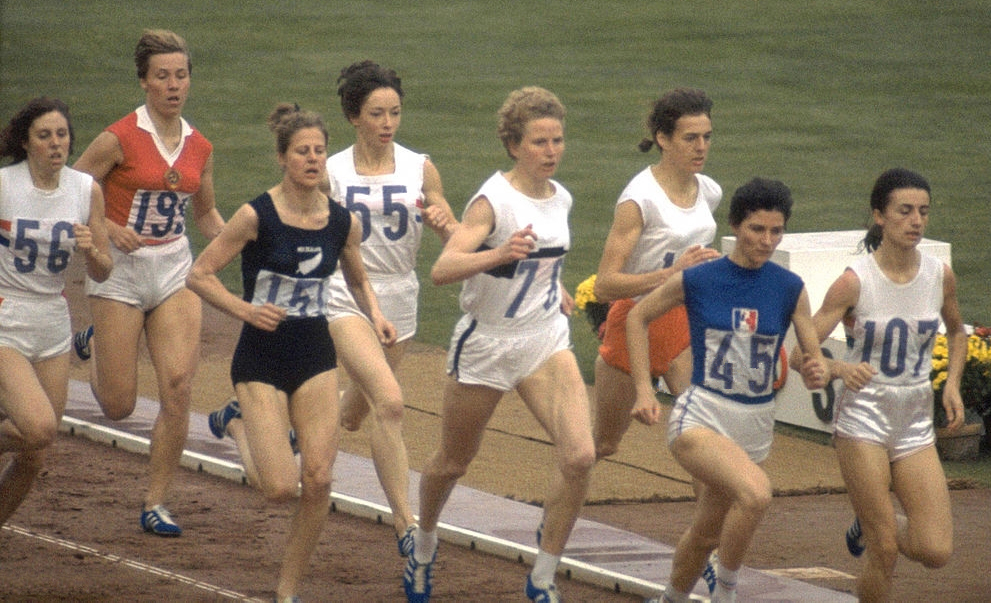
Anne Smith (Nr. 56) bei den Olympischen Spielen 1964

Anne Smith (Anne Rosemary Smith; * 31. August 1941 in Amersham; † 9. November 1993 in London) war eine britische Mittelstreckenläuferin.
1964 wurde sie bei den Olympischen Spielen in Tokio Achte über 800 m, und 1966 gewann sie für England startend bei den British Empire and Commonwealth Games in Kingston Bronze über 880 Yards.
Bei den British Commonwealth Games 1970 in Edinburgh wurde sie Zehnte über 1500 m und schied über 800 m im Vorlauf aus.
1967 stellte sie mit 4:37,0 min einen Weltrekord im Meilenlauf und mit der Zwischenzeit von 4:17,3 min einen Weltrekord über 1500 m auf. Es waren die ersten von der IAAF anerkannten Frauenweltrekorde über diese Distanzen.
Von 1964 bis 1967 wurde sie viermal in Folge Englische Meisterin über 880 Yards.

## Persönliche Bestzeiten
- 800 m: 2:03,2	min, 2. Juli 1966, London (Zwischenzeit)
- 1500 m: 4:17,3 min, 3. Juni 1967, London (Zwischenzeit)
- 1 Meile: 4:37,0 min, 3. Juni 1967, London